# 2007年至2008年圣安东尼奥马刺赛季
2007–08 圣安东尼奥马刺赛季為馬刺队加盟NBA的第三十二個賽季，在圣安东尼奥的第三十五個賽季，也是經營第四十一個賽季。